# Mario Díaz (Leichtathlet)
Mario Alberto Díaz (* 8. Dezember 1999 in Matanzas) ist ein kubanischer Leichtathlet, der sich auf den Diskuswurf spezialisiert hat. 2022 gewann er bei den NACAC-Meisterschaften in Freeport die Bronzemedaille.

## Sportliche Laufbahn
Erste internationale Erfahrungen sammelte Mario Díaz im Jahr 2021, als er bei den Panamerikanischen Juniorenspielen in Cali mit einer Weite von 60,77 m die Silbermedaille hinter dem Chilenen Lucas Nervi gewann. Im Jahr darauf schied er bei den Weltmeisterschaften in Eugene mit 60,83 m in der Qualifikationsrunde aus und gewann anschließend bei den NACAC-Meisterschaften in Freeport mit 62,13 m die Bronzemedaille hinter den Jamaikanern Traves Smikle und Fedrick Dacres. 2023 siegte er mit 62,57 m bei den Zentralamerika- und Karibikspielen in San Salvador und schied anschließend bei den Weltmeisterschaften in Budapest mit 61,09 m in der Vorrunde aus. Daraufhin belegte er bei den Panamerikanischen Spielen in Santiago de Chile mit 61,09 m den vierten Platz. Im Jahr darauf gewann er bei den Ibero-Amerikanischen Meisterschaften in Cuiabá mit 61,38 m die Bronzemedaille hinter dem Brasilianer Wellinton da Cruz Filho und Diego Casas aus Spanien. Im August schied er bei den Olympischen Sommerspielen in Paris mit 60,92 m in der Qualifikationsrunde aus.
In den Jahren von 2022 bis 2024 wurde Díaz kubanischer Meister im Diskuswurf.